# Розорення Києва (1299)
Розорення Києва 1299 — взяття і розорення Києва ханом Золотої Орди Токтою в 1299 році.
Причиною походу Токти стала боротьба з беклярбеком Ногаєм, в ході якої Токта, завдавши супротивнику низку поразок, розорив улус Ногая, до якого належала Наддніпрянщина разом із Києвом. Згідно з літописом, «весь Киевъ разыдеся» .
Після спустошення Києва ординським ханом Токтою у 1299 році митрополит Київський Максим переніс свою резиденцію з Києва спершу в Брянськ, а потім у Владимир-на-Клязьмі. Згідно з Василем Ключевським, « … в 1299 р. митрополит Максим, не стерпівши насильства татарського, зібрався з усім своїм клиросом і поїхав з Києва до Владимира на Клязьму…», що стало приводом для подальшого суперництва Москви з Києвом за статус релігійного центру.
Ще одним наслідком руйнування Подніпров'я в 1299 році став переїзд великого прошарку південноруських служивих людей в Московське князівство, що сприяв посиленню останнього . Відомими боярами з цієї міграційної хвилі на межі XIII—XIV століть були Нестер Рябець і Федір Бяконт.
Після руйнування Київ та навколишні уділи отримали лояльні хану князі з путивльських Ольговичів.